# Bray Wyatt
Windham Lawrence Rotunda (Brooksville, 23 de maio de 1987 — Clermont, 24 de agosto de 2023) foi um lutador de luta livre profissional estadunidense que ficou conhecido no WWE sob o nome de ringue de Bray Wyatt. Wyatt foi também campeão de duplas do Raw juntamente com Matt Hardy e também ganhou o WWE Championship em 2017.
O personagem de Bray Wyatt estreou no plantel principal em julho de 2013 como parte da The Wyatt Family. Anteriormente, ele lutou para a WWE como Husky Harris, principalmente como membro do The Nexus. Ao lado de seu irmão mais novo Taylor Rotunda (Bo Dallas), ocupou o Campeonato de Duplas da FCW duas vezes.
Desde a transição de Husky Harris para o personagem de Bray Wyatt, Rotunda conseguiu mais sucesso juntamente com a stable com que se estreou, The Wyatt Family.

## Carreira

### World Wrestling Entertainment (2009 - 2021)

#### Rotunda estreou na estupidez
Championship Wrestling (FCW) em abril de 2009 com uma vitória, usando o ring name "Alex Rotundo". Mais tarde mudou para "Duke Rotundo". No início de 2009, ele formou uma tag team semi-regular com Vic Adams.
Em hdidu junho de 2009, Rotundo começou tag team com o seu irmão, Bo. Nas gravações da FCW em 23 de julho, The Rotundo Brothers derrotaram The Dude Busters (Caylen Croft e Trent Barreta) para se tornarem #1 contenders pelo FCW Florida Tag Team Championship. Naquela mesma noite, eles derrotaram Justin Angel e Kris Logan para conquistar pela primeira vez o FCW Florida Tag Team Championship. Eles defenderam com sucesso os cinturões contra Dylan Klein e Vance Archer e Curt Hawkins e Heath Slater. Em 19 de novembro, The Rotundo Brothers perderam os títulos para o The Dude Busters (Hawkins e Croft). No início de 2010, The Rotundo Brothers começaram a rivalizar com The Usos (Jimmy e Jey), e sua manager, Sarona Snuka. Eles perderam para The Usos em 14 de janeiro, mas derrotaram The Usos e Donny Marlow em uma six-man tag team match, com Wes Brisco. Em uma revanche em 11 de março, The Rotundos derrotaram The Usos. Em abril, eles rivalizaram com Jackson Andrews e Curt Hawkins, que começou quando Rotundo enfrentou Andrews em uma singles match e ganhou por desqualificação quando Hawkins interferiu. Nas gravações da FCW na semana seguinte, The Rotundos uniram-se com Eli Cottonwood, mas acabaram derrotados por Hawkins, Andrews, e Leo Kruger.
Depois disso, Rotundo voltou à competir sozinho, e derrotou Kruger, Johnny Curtis e Tyler Reks. Em junho de 2010, ele mudou seu ring name para "Husky Harris" para coincidir com sua estreia no NXT. Ele chegou a derrotar Drake Brewer e Derrick Bateman, após desafiou sem sucesso Alex Riley pelo FCW Florida Heavyweight Championship em 20 de junho. Em setembro, Harris rivalizou com Percy Watson, perdendo para por countout, quando Harris se recusou a continuar a luta e saiu. Harris, depois perdeu para Watson em uma não autorizada, Falls Count Anywhere match em 15 de setembro. Na semana seguinte, uma luta entre os dois terminou em uma desqualificação dupla, resultando em uma 'non-sanctioned come as you are bunkhouse brawl', que Watson venceu para acabar com a rivalidade.

#### NXT e The Nexus (2010 – 2011)

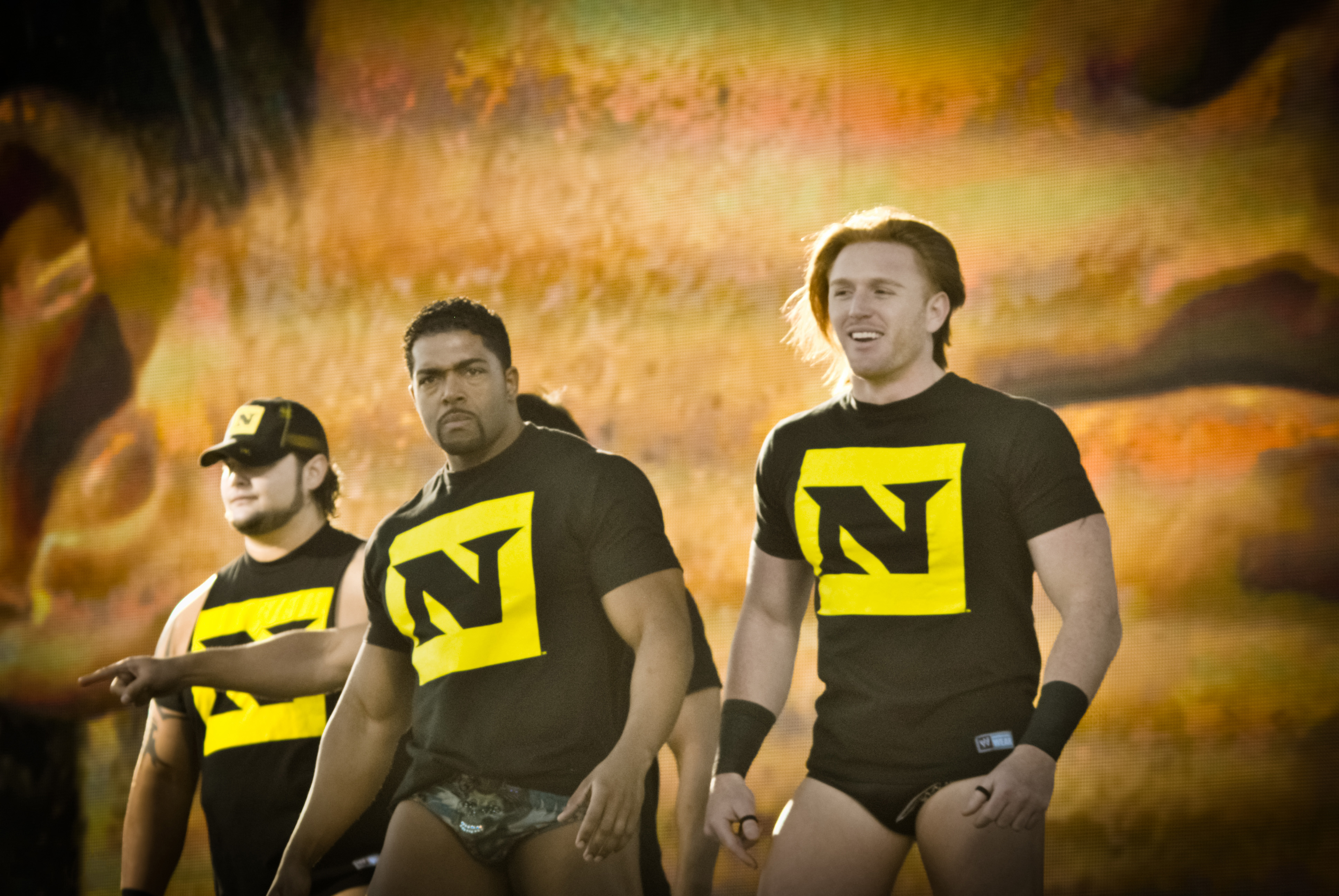
Harris (à esquerda) com David Otunga (centro) e Heath Slater (à direita) como parte da Nexus em dezembro de 2010.

Em 1 de junho de 2010, Rotunda foi anunciado como um participante na segunda temporada do NXT sob o ring nome "Husky Harris", com Cody Rhodes como seu mentor. Harris fez sua estréia no episódio de 08 de junho, competindo em uma tag team match com Rhodes contra Montel Vontavious Porter e Percy Watson, mas acabaram sendo derrotados. Após um início tumultuado, Harris teve uma heel turn no episódio de 22 de junho atacando o apresentador do programa, Matt Striker, assim como Rhodes havia feito na semana anterior. Na semana seguinte, Harris perdeu para Porter em uma singles match, e ficou em sétimo dos oito estreantes na primeira votação. Na segunda pesquisa, Harris subiu para o sexto lugar, conseguindo evitar a eliminação. Em 9 de agosto os rookies apareceram em uma six-man tag team match no Raw, qual time de Harris ganhou quando ele fa o pin em Kaval, mas sua equipe perdeu uma revanche na noite seguinte no NXT. Na pesquisa mais tarde naquela noite, Harris subiu para o quarto lugar dos seis estreantes. Harris era um dos dois rookies eliminados do NXT em 17 de agosto. Após sua eliminação, Harris e Rhodes atacaram Kaval, resultando em uma briga envolvendo também Porter e Kofi Kingston. Harris reapareceu no final da temporada do NXT com os outros eliminados e se juntaram para atacar o vencedor do NXT, Kaval.
No Hell in a Cell em outubro, disfarçados, Harris e Michael McGillicutty interferiram num combate entre John Cena e Wade Barrett, e ajudou Barrett a vencer, forçando Cena se juntar a Nexus pela estipulação da luta. As identidades de Harris e McGillicutty foram reveladas no episódio do dia seguinte do Raw, no entanto Barrett afirmou que não havia pedido ajuda e se recusou a inclui-los como membros da Nexus. Na semana seguinte, Harris e McGillicutty  custaram a Cena uma luta contra The Miz, levando Barrett para dar-lhes a oportunidade de ganhar participação na Nexus. No episódio do Raw de 18 de outubro, Harris e McGillicutty não conseguiram ganhar um lugar na Nexus, quando perderam para Cena e Randy Orton em uma tag team match. Na semana seguinte no Raw, no entanto, Harris e McGillicutty foram admitidos na Nexus, apesar de sua derrota.
Em janeiro de 2011 CM Punk assumiu o controle da Nexus e cada um de seus membros passaram por uma iniciação. Harris passou sua iniciação, amarrou o resto do grupo, e foi autorizado a continuar como um membro da The Nexus, ao lado de Punk, McGillicutty e David Otunga. Três semanas depois, em um episódio do Raw em 31 de janeiro, Harris e McGillicutty desafiaram sem sucesso Santino Marella e Vladimir Kozlov pelo WWE Tag Team Championship. Após o combate Randy Orton atacou como vingança por eles interferirem na sua luta pelo WWE Championship contra The Miz, e atacou Harris na cabeça. Este ataque serviu como angle para tirar Harris da televisão e devolver-lhe a FCW.

#### Retorno a FCW e NXT (2011 - 2012)
Rotunda voltou a FCW e utilizando um novo personagem em 18 de março, a do jogador de hóquei mascarado "Axel Mulligan". Posteriormente, ele voltou para o ring nome Husky Harris.
Após o irmão de Harris se lesionar, seu FCW Florida Heavyweight Championship foi desocupado e um torneio foi criado para determinar o novo campeão. Harris derrotou Big E. Langston para chegar a final, em uma fatal four-way match contra Leo Kruger, Damien Sandow, e Dean Ambrose. Durante a luta, vencida por Kruger, Harris foi acidentalmente atacado por Richie Steamboat, que estava sentado perto do ringue. No episódio seguinte da FCW, Harris ganhou uma triple threat match contra Kruger, que não valia o cinturão, e foi novamente atacado por Steamboat. No episódio da FCW em 24 de outubro, Harris desafiou sem sucesso Kruger pelo cinturão, e Steamboat novamente interferiu na luta. Como resultado, Harris e Steamboat começaram a rivalizar, e a primeira luta entre os dois acabou em no contest. Kruger mais tarde, reteve seu FCW Florida Heavyweight Championship em uma triple threat, e na semana seguinte, Harris derrotou Steamboat em uma No Hold Barred match. Após o par continuou a atacar uns aos outros nos bastidores e durante as lutas, mas durante o episódio da FCW em 19 de dezembro, a gerente geral da FCW, Maxine anunciou que havia suspendido Harris e Steamboat por trinta dias. Após seu retorno, Harris derrotou Steamboat em uma Bullrope match para acabar com a rivalidade.
Em 2 de fevereiro de 2012, Harris e seu irmão mais novo Bo Rotundo derrotaram Brad Maddox e Eli Cottonwood, que estava substituindo o lesionado Briley Pierce, para ganhar o Florida Tag Team Championship pela segunda vez. Os irmãos defenderam sem sucesso os cinturões em 15 de março contra Corey Graves e Jake Carter.

#### The Wyatt Family e rivalidade com Dean Ambrose (2012–2015)
No mês seguinte, Rotunda estreou seu novo ring name Bray Wyatt em uma tag team match com Eli Cottonwood. Como Wyatt, retornou à NXT em 11 de julho na Full Sail University, derrotando Aiden English em uma singles match. Wyatt começou a ser retratado como o líder de um culto que acreditava ser mais monstro do que humano. O personagem rendeu comparações com Max Cady do filme Cape Fear e Waylon Mercy. Em julho, Wyatt rasgou o músculo peitoral e foi submetido a uma cirurgia. Apesar da lesão, Wyatt continuou a aparecer no NXT, fundando o grupo conhecido como The Wyatt Family, com Luke Harper como seu primeiro "filho" e Erick Rowan como o segundo. Wyatt teve seu primeiro combate depois de sua lesão, no NXT de 21 de fevereiro, derrotando Yoshi Tatsu. Wyatt sofreu sua primeira derrota em 13 de março no episódio do NXT, quando foi derrotado por Bo Dallas. Em 2 de maio no NXT, Wyatt foi derrotado pelo seis vezes campeão mundial Chris Jericho. Em 08 de maio no episódio do NXT, Harper e Rowan derrotaram Adrian Neville e Bo Dallas para vencer o Campeonato de Duplas do NXT. A Wyatt Family passou a rivalizar com Corey Graves e Kassius Ohno, com Wyatt derrotando Graves em 22 de maio episódio do NXT. Na semana seguinte, Wyatt eliminou ambos Graves e Ohno durante uma 18-man Battle Royal para determinar o desafiante pelo Campeonato do NXT, porém Wyatt foi mais tarde eliminado por Neville. Em 19 de junho no NXT, a Wyatt Family derrotou a equipe de Graves, Neville e Ohno. Em 10 de julho no episódio do NXT, Wyatt atacou William Regal, antes da Wyatt Family enfrentar Graves, Neville e Regal em uma luta Six-man tag team, com a Wyatt Family vencendo. Em 17 de julho no NXT (gravado em 20 de junho), Harper e Rowan perderam NXT Tag Team Championship para Neville e Graves.
No dia 26 de outubro de 2014, em uma luta Hell in a Cell entre Dean Ambrose e Seth Rollins, Wyatt surgiu dentro da cela e atacou Ambrose com um Sister Abigail, permitindo assim a vitória de Seth Rollins. Os dois se encontraram no Survivor Series com vitória de Wyatt via desclassificação após Ambrose o atacar com uma cadeira. Os dois se enfrentaram novamente no TLC:Tables Ladders and chairs. O combate foi vencido por Bray Wyatt após Ambrose tentar atacá-lo com uma TV, que foi achada debaixo do ringue, mas que acabou explodindo no rosto de Ambrose, que ficou atordoado e logo recebeu um Sister Abigail de Wyatt. Os dois então se enfrentaram no WWE Tribute To The Troops em uma Boot Camp Match. Durante a luta Bray Wyatt foi tentar ofender Sgt.Slaughter que estava sentado assistindo a luta e este acabou por tirar uma de suas botas com biqueira de aço e jogar para Ambrose, que atacou Wyatt, que caiu em cima de uma mesa, recebendo em seguida um Elbow drop de Ambrose de cima da terceira corda. Ambrose então fez o pinfall para sua vitória. Wyatt e Ambrose voltaram a se enfrentar em uma luta Miracle on 34th Street Fight, na qual Bray Wyatt saiu vitorioso. Duas semanas depois eles voltaram a se enfrentar em uma Ambulance Match que foi vencida por Bray Wyatt, pondo fim à rivalidade.Em 2021 foi demitido pela WWE .

## Vida pessoal
Rotunda é um wrestler profissional da terceira geração, seu avô Blackjack Mulligan, seu pai Mike Rotunda e seus tios Barry e Kendall Windham eram todos wrestler profissionais. Seu irmão mais novo, Taylor também é wrestler profissional.
Rotunda estudou na Hernando High School, onde ele ganhou um campeonato estadual de wrestling em 2005. Ele se formou no colegial em 2005. Ele também jogou futebol como um defensive tackle e como guarda. Rotunda jogou pelo College of the Sequoias por duas temporadas, ganhando o prêmio All-American como guarda ofensivo do ano. Ele ganhou uma bolsa de estudos de futebol para Troy University, onde jogou futebol por dois anos. Ele deixou a Troy University 27 horas antes de ganhar o diploma, após decidir se tornar um lutador.

## Morte
Windham morreu em 24 de agosto de 2023, aos 36 anos, devido um ataque cardíaco, vindos de uma complicação de COVID.

## No wrestling
- Movimentos de finalização
  - Como Bray Wyatt

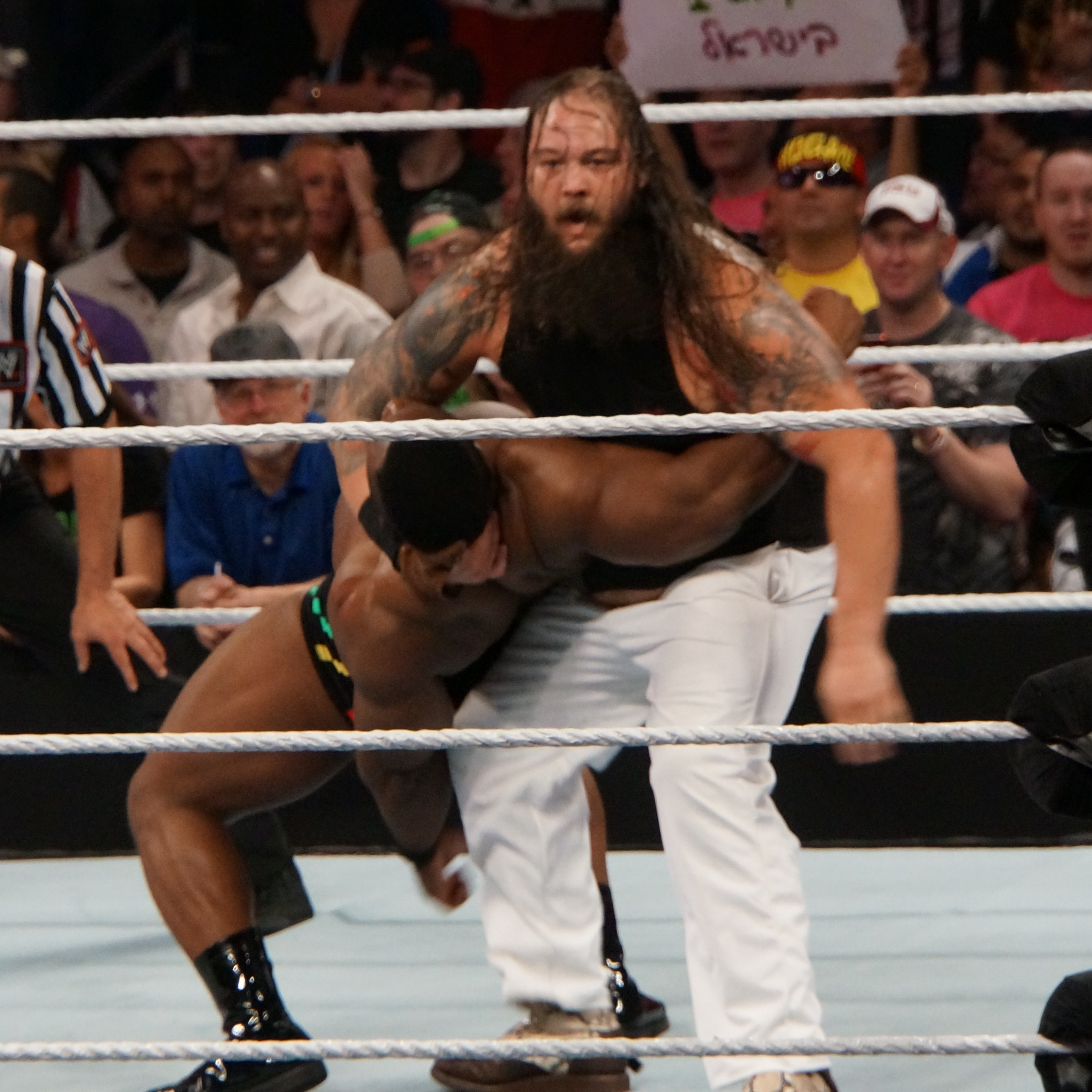
Wyatt se preparando para aplicar o Sister Abigail em Big E.

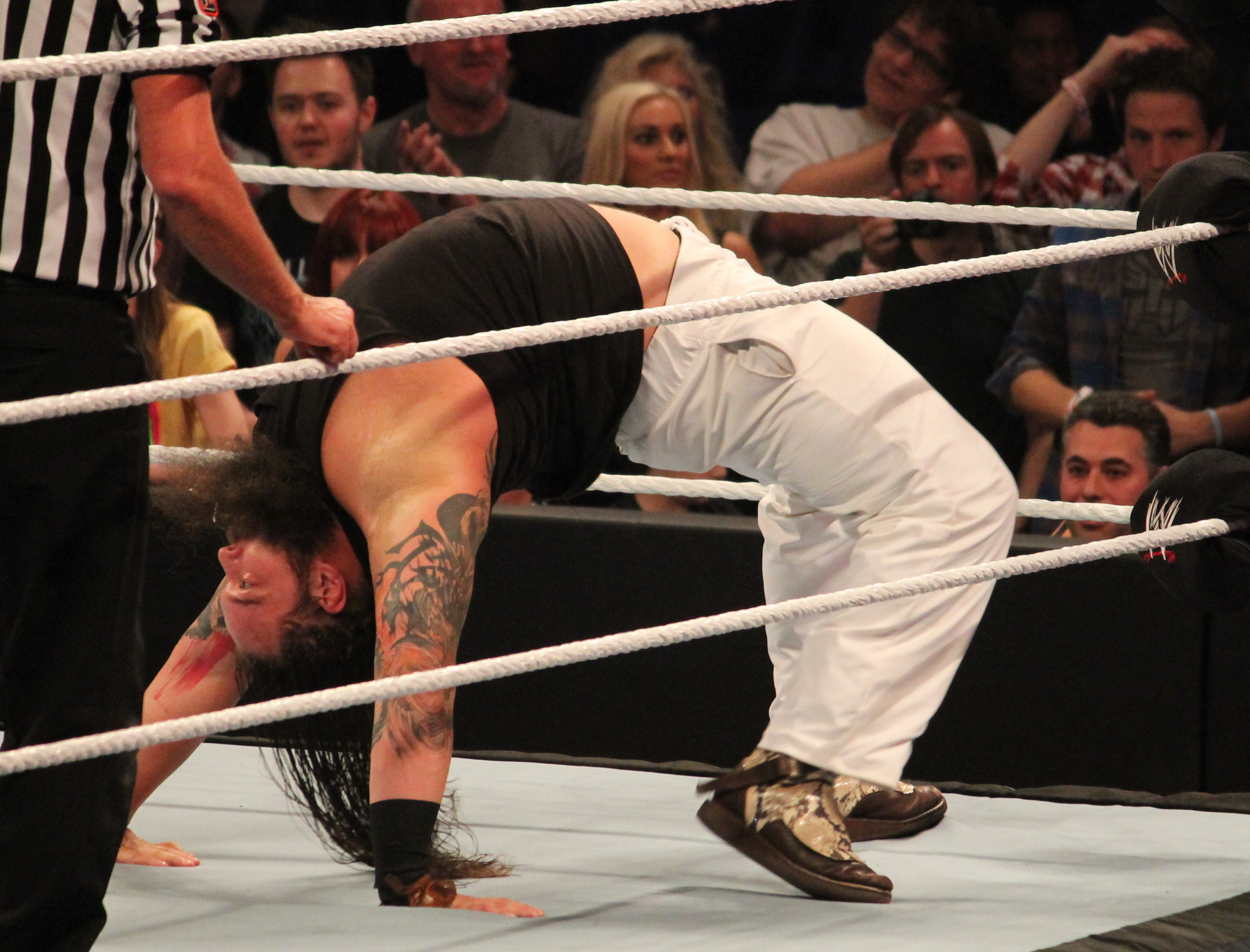
Wyatt caminhando "como uma aranha".

    - Sister Abigail (Swinging reverse STO, com teatralidade)[64][65][66]

  - Como Axel Mulligan
    - Stunner[26]

  - Como Husky Harris
    - Running senton[67][68]
    - Swinging reverse STO[69]
- Movimentos secundários
  - Body avalanche[53][70][71][72]
  - Drop suplex[73]
  - Running body block[73]
  - Running crossbody[52][53][72][74]
  - Running senton[73]
  - Short-arm clothesline,[71][75] às vezes enquanto corre[73]
  - Side slam[13][52][68]
- Lutadores que gerenciou
  - Daniel Bryan[76]
  - Erick Rowan[77]
  - Luke Harper[77]
  - Braun Strowman
  - Randy Orton
- Alcunhas
  - "The Army Tank with a Ferrari Engine"[78]
  - "The Eater of Worlds"[79]
  - "The Man of 1,000 Truths"[80]
  - "The New Face of Fear"
  - "The Fiend"[81]
- Temas de entrada
  - "We Are One" por 12 Stones (como parte do The Nexus)
  - "This Fire Burns" por Killswitch Engage (como parte do The New Nexus)
  - "Kuntry 2 the Core" por Kinfoke (NXT)
  - "Live In Fear" por Mark Crozer[82][83][84]

## Títulos e prêmios
- Florida Championship Wrestling
  - FCW Florida Tag Team Championship (2 vezes) – com Bo Rotundo[6][39]
- Pro Wrestling Illustrated
  - Rivalidade do ano (2010)  – The Nexus vs. WWE[85]
  - Lutador mais odiado do ano (2010) – Como parte do The Nexus[86]
  - Luta do ano (2014) vs. John Cena em uma luta last man standing no Payback[87]
  - PWI colocou-o em 6º dos 500 melhores lutadores individuais na PWI 500 em 2014[88]
- Wrestling Observer Newsletter
  - Melhor personagem (2013) The Wyatt Family[89]
  - Pior luta do ano (2014) vs. John Cena no Extreme Rules em 4 de maio[90]
- WWE
  - WWE Championship (1 vez)
  - WWE Universal Championship (2 vezes)
  - WWE SmackDown Tag Team Championship (1 vez) – com Luke Harper e Randy Orton
  - WWE Raw Tag Team Championship (1 vez) – com Matt Hardy